# Herba molla
L'herba molla o blet moll (Atriplex prostrata) és una espècie halòfita anual de la família de les Amaranthaceae.

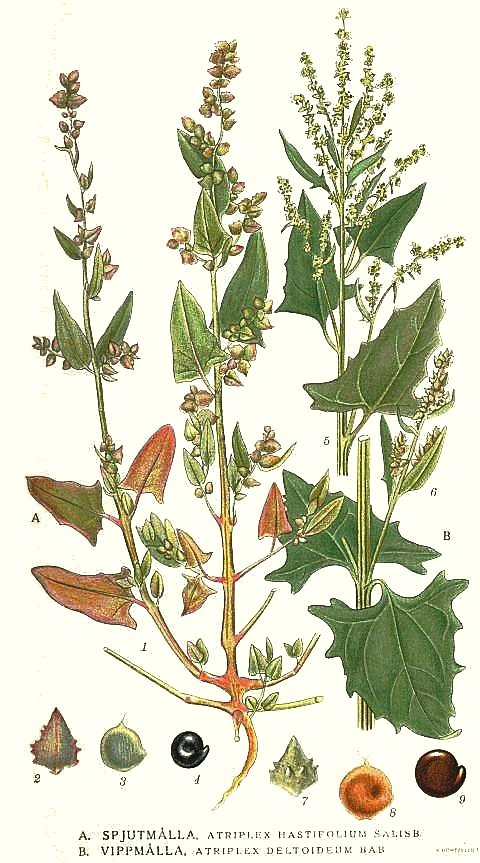
Il·lustració.

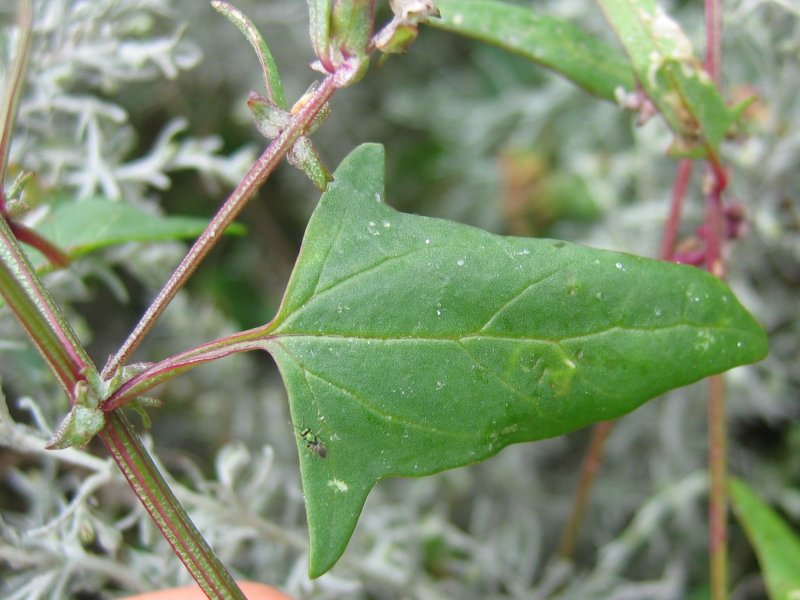
Detall de la fulla.

## Descripció
L'herba molla (Atriplex prostrata) és una herba procumbent i de color clar, farinàcia, de la família quenopodiàcies. Malgrat que pot fer tiges lleugerament llenyoses i assolir un metre d'alçada, és una planta anual de la segona meitat de l'any. Les tiges són estriades i de color clar. Les fulles són totes peciolades amb un limbe variable de contorn més o menys triangular més llarg que ample, amb la base hastada i els laterals lobulats. L'anvers de les fulles és verd clar, blavís o groguenc, mentre que el revers mostra un reflex platejat. Les flors s'agrupen en glomèruls a l'extrem de les tiges on no arriben les fulles. Aquestes flors són bisexuals, simples i molt petites, tot i que seran més minúscules encara les llavors. Té un nombre de cromosomes de 2n = 18, 36*; n = 9*.

## Distribució i hàbitat
Es troba en els terrenys remoguts, llocs alterats i nitrificats, salins o no. En Europa, Nord d'Àfrica, Sud-oest d'Àsia i Amèrica del nord. Dispersa per tota la península Ibèrica.

## Taxonomia
Atriplex prostrata va ser descrita per Boucher ex DC i publicat en Flore Française. Troisième Édition 3: 387. 1805.
Etimologia
Atriplex: nom genèric llatí amb el qual es coneix la planta.
prostrata: llatí que significa "postrada.
Subespècies
- Atriplex prostrata subsp. calotheca (Rafn) M.A.Gust.
- Atriplex prostrata subsp. latifolia (Wahlenb.) Rauschert
- Atriplex prostrata subsp. polonica (Zapal.) Uotila

Sinonímia
| - Atriplex decumbens Schult. - Atriplex deltoidea Bab. - Atriplex elongata Guss. - Atriplex gigantea Poir. ex Moq. - Atriplex gracilis Nutt. ex Moq. - Atriplex halimoides Raf. - Atriplex hastata var. prostrata (Boucher ex DC.) Lange - Atriplex hastata var. salina Wallr. ex Gren. - Atriplex hastata var. salinum Green & Godr. - Atriplex hastata var. triangularis (Willd.) Moq. - Atriplex integrifolia Krock. ex Steud. - Atriplex laciniata var. americana Torr. - Atriplex latifolia subsp. prostrata (Boucher ex DC.) Hiitonen - Atriplex latifolia subsp. triangularis (Willd.) Hiitonen - Atriplex microcarpa Waldst. & Kit. - Atriplex microsperma Waldst. & Kit. - Atriplex microsperma Bab. - Atriplex microtheca Fr. - Atriplex novae-zelandiae Aellen - Atriplex oblongifolia Host - Atriplex oppositifolia DC. | - Atriplex patula var. prostrata (Boucher ex DC.) Mert. & W.D.J.Koch - Atriplex patula var. salina Wallr. - Atriplex patula var. triangularis (Willd.) Thorne & S.L.Welsh - Atriplex pharaonis Moq. - Atriplex platensis Speg. - Atriplex platysepala Guss. - Atriplex pugae Phil. - Atriplex ramosissima Nutt. ex Moq. - Atriplex ruderalis Wallr. - Atriplex sackii Rostk. & Schmidt - Atriplex smithii Syme - Atriplex spinacifolia Stokes - Atriplex transsilvanica Schur - Atriplex triangularis Willd. - Atriplex veneta Moq. - Chenopodium hastatum Dumort. - Chenopodium latifolium (Wahlenb.) E.H.L.Krause - Obione decumbens (S.Watson) Ulbr. |

## Nom comú
- Català: Herba molla